# Теорема про довільну зупинку
У теорії ймовірностей теорема про необов'язкову зупинку (іноді також теорема Дуба про необов'язкове вибіркове спостереження, на честь американського ймовірнісника Джозефа Дуба) стверджує, що, за певних умов, математичне сподівання мартингала в момент зупинки дорівнює його початковому математичному сподіванню. Оскільки мартингали можуть використовуватись для моделювання статку гравця в чесній грі, теорема про необов'язкову зупинку стверджує, що в середньому нічого не можна виграти, зупиняючи гру на основі інформації, доступної до цього моменту (тобто без погляду в майбутнє). Для правильності цього результату необхідні певні умови. Зокрема, теорема застосовується до стратегій подвоєння.
Теорема про необов'язкову зупинку є важливим інструментом математичних фінансів у контексті фундаментальної теореми ціноутворення активів.

## Твердження
Нижче наведено версію теореми для дискретного часу, де {\displaystyle \mathbb {N} }0 позначає множину натуральних чисел, включаючи нуль.
Нехай X = (Xt)t∈{\displaystyle \mathbb {N} }0 є дискретним мартингал, а τ — час зупинки з значеннями у {\displaystyle \mathbb {N} }0 ∪ {∞}, обидва відносно фільтрації (Ft)t∈{\displaystyle \mathbb {N} }0. Припустимо, що виконується одна з наступних трьох умов:
(a) Час зупинки τ є майже напевно обмеженим, тобто існує константа c ∈ {\displaystyle \mathbb {N} }, така що τ ≤ c майже напевно.
(b) Час зупинки τ має скінченне математичне сподівання, і умовні математичні сподівання абсолютної величини приростів мартингала майже напевно обмежені, а саме {\displaystyle \mathbb {E} [\tau ]<\infty } і існує константа c, така що {\displaystyle \mathbb {E} {\bigl [}|X_{t+1}-X_{t}|\,{\big \vert }\,{\mathcal {F}}_{t}{\bigr ]}\leq c} майже напевно на події {τ > t} для всіх t ∈ {\displaystyle \mathbb {N} }0.
(c) Існує константа c, така що |Xt∧τ| ≤ c майже напевно для всіх t ∈ {\displaystyle \mathbb {N} }0 де ∧ позначає оператор мінімуму.
Тоді Xτ є майже напевно добре визначеною випадковою величиною, і {\displaystyle \mathbb {E} [X_{\tau }]=\mathbb {E} [X_{0}].}
Аналогічно, якщо стохастичний процес X = (Xt)t∈{\displaystyle \mathbb {N} }0 є субмартингалом або супермартингалом і виконується одна з наведених умов, то
{\displaystyle \mathbb {E} [X_{\tau }]\geq \mathbb {E} [X_{0}],}
для субмартингала, і
{\displaystyle \mathbb {E} [X_{\tau }]\leq \mathbb {E} [X_{0}],}
для супермартингала.

### Примітка
За умови (c) можливо, що τ = ∞ відбувається з позитивною ймовірністю. У цьому випадку Xτ визначається як майже напевно існуюча точкова границя (Xt)t∈{\displaystyle \mathbb {N} }0, див. докази нижче для деталей.

## Застосування
- Теорему про необов'язкову зупинку можна використати для доведення неможливості успішних стратегій ставок для гравця з обмеженим часом життя (що дає умову (a)) або обмеженням на ставки (умова (b)). Припустимо, що гравець може ставити до c доларів на чесне підкидання монети на часах 1, 2, 3 і т.д., виграючи свою ставку, якщо монета випаде орлом, і програючи її, якщо монета випаде решкою. Припустимо також, що він може припинити гру коли завгодно, але не може передбачити результат ще не зіграних підкидань. Тоді статок гравця з часом є мартингалом, а час τ, коли він вирішує припинити гру (або йому доводиться припинити через банкрутство), є часом зупинки. Таким чином, теорема стверджує, що E[Xτ] = E[X0]. Іншими словами, гравець залишає гру з такою ж кількістю грошей в середньому, як і при початку. (Той самий результат діє, якщо у гравця замість обмеження на окремі ставки є обмеження на його кредитну лінію або на те, наскільки далеко він може зайти в борг, хоча це легше показати за допомогою іншої версії теореми.)
- Припустимо, що випадковий блукач починається в a ≥ 0 і рухається вгору або вниз на одиницю з рівною ймовірністю на кожному кроці. Припустимо також, що блукання зупиняється, якщо воно досягає 0 або m ≥ a; час, коли це вперше відбувається, є часом зупинки. Якщо відомо, що очікуваний час закінчення блукання є скінченним (скажімо, з теорії ланцюгів Маркова), теорема про необов'язкову зупинку передбачає, що очікувана кінцева позиція дорівнює початковій позиції a. Розв'язуючи a = pm + (1 – p)0 для ймовірності p того, що блукання досягне m до 0, отримуємо p = a/m.
- Тепер розглянемо випадковий блукач X, що починається з 0 і зупиняється, якщо він досягає –m або +m, і використаємо мартингал Yn = Xn2 – n з розділу прикладів. Якщо τ — це час, коли X вперше досягає ±m, то 0 = E[Y0] = E[Yτ] = m2 – E[τ]. Це дає E[τ] = m2.
- Однак, слід бути обережним, щоб забезпечити виконання хоча б однієї з умов теореми. Наприклад, припустимо, що в останньому прикладі було використано 'однобічний' час зупинки, так що зупинка відбувається лише при +m, а не при –m. Тоді значення X в цей час зупинки буде m. Тому очікуване значення E[Xτ] повинно також дорівнювати m, що, здається, суперечить теоремі, яка дає E[Xτ] = 0. Невиконання теореми про необов'язкову зупинку показує, що всі три умови не виконуються.

## Доведення
Нехай Xτ позначає зупинений процес, який також є мартингалом (або субмартингалом чи супермартингалом відповідно). За умовами (a) або (b) випадкова величина Xτ є добре визначеною. За умовою (c) зупинений процес Xτ обмежений, отже, за теоремою збіжності мартингала він сходиться майже напевно до випадкової величини, яку ми позначаємо як Xτ.
Якщо виконано умову (c), то зупинений процес Xτ обмежений сталою випадковою величиною M := c. В іншому випадку, розглядаючи зупинений процес як
{\displaystyle X_{t}^{\tau }=X_{0}+\sum _{s=0}^{\tau -1\land t-1}(X_{s+1}-X_{s}),\quad t\in {\mathbb {N} }_{0},}
отримуємо |Xtτ| ≤ M для всіх t ∈ {\displaystyle \mathbb {N} }0, де
{\displaystyle M:=|X_{0}|+\sum _{s=0}^{\tau -1}|X_{s+1}-X_{s}|=|X_{0}|+\sum _{s=0}^{\infty }|X_{s+1}-X_{s}|\cdot \mathbf {1} _{\{\tau >s\}}}.
За допомогою теорема монотонної збіжності
{\displaystyle \mathbb {E} [M]=\mathbb {E} [|X_{0}|]+\sum _{s=0}^{\infty }\mathbb {E} {\bigl [}|X_{s+1}-X_{s}|\cdot \mathbf {1} _{\{\tau >s\}}{\bigr ]}}.
Якщо виконано умову (a), то ця сума має лише кінчену кількість ненульових членів, тому M є інтегрованим.
Якщо виконано умову (b), то продовжуємо, вставляючи умовне математичне сподівання та використовуючи, що подія {τ > s} відома в час s (зауважте, що τ є часом зупинки щодо фільтрації), отже
{\displaystyle {\begin{aligned}\mathbb {E} [M]&=\mathbb {E} [|X_{0}|]+\sum _{s=0}^{\infty }\mathbb {E} {\bigl [}\underbrace {\mathbb {E} {\bigl [}|X_{s+1}-X_{s}|{\big |}{\mathcal {F}}_{s}{\bigr ]}\cdot \mathbf {1} _{\{\tau >s\}}} _{\leq \,c\,\mathbf {1} _{\{\tau >s\}}{\text{ a.s. by (b)}}}{\bigr ]}\\&\leq \mathbb {E} [|X_{0}|]+c\sum _{s=0}^{\infty }\mathbb {P} (\tau >s)\\&=\mathbb {E} [|X_{0}|]+c\,\mathbb {E} [\tau ]<\infty ,\\\end{aligned}}}
де використано представлення математичного сподівання для випадкових величин, що набувають ненегативних цілих значень для останнього рівняння.
Отже, за будь-якою з трьох умов теореми зупинений процес домінує інтегрованою випадковою величиною M. Оскільки зупинений процес Xτ сходиться майже напевно до Xτ, теорема теорема домінованої збіжності дає
{\displaystyle \mathbb {E} [X_{\tau }]=\lim _{t\to \infty }\mathbb {E} [X_{t}^{\tau }].}
За властивістю мартингала зупиненого процесу
{\displaystyle \mathbb {E} [X_{t}^{\tau }]=\mathbb {E} [X_{0}],\quad t\in {\mathbb {N} }_{0},}
отже
{\displaystyle \mathbb {E} [X_{\tau }]=\mathbb {E} [X_{0}].}
Аналогічно, якщо X є субмартингалом або супермартингалом, відповідно, змінюється рівність у останніх двох формулах на відповідну нерівність.

## Зовнішні посилання
- Doob's Optional Stopping Theorem